# سیمین‌ماهی‌سانان دریایی
سیمین‌ماهی‌سانان دریایی (نام علمی: Argentiniformes) نام یک راسته از فرورده پیوسته‌استخوانان است.